# أبو إسحاق إبراهيم الكانمي
أبو إسحاق إبراهيم الكانمي (توفي حوالي عام 1212) شاعر ونحوي مسلم من غرب إفريقيا من إمبراطورية كانم-برنو في نيجيريا والنيجر والكاميرون وليبيا وتشاد المعاصرة. وكان أول من كتب باللغة العربية في وسط بلاد السودان الغربية.
وُلِد إبراهيم في واحة بلما، التي كانت آنذاك جزءًا من كانم. في إحدى القصائد، يشير إلى نفسه باعتباره ينتمي إلى فرع ذكوان من بني سليم. انتقل الذكوان من صعيد مصر إلى شمال أفريقيا في القرن الحادي عشر. وقد وُصِف بدكون البشرة، مما يشير إلى أن والدته كانت على الأقل من دولة إفريقية جنوب الصحراء الكبرى. تلقى تعليمه في السودان، في غانا، حسب ابن حمويه.
زار إبراهيم مراكش حوالي عام 1197-1198، واكتسب هناك شهرة كونه نحوي وشاعر. لم يتبقَّ من أعماله إلا أجزاء من ثمانية، أغلبها اقتباسات من أعمال ابن الأبرار وابن الشعار. اقتبس كلاهما قصيدة يشرح فيها سبب تجنبه للسخرية وكتابته للقصائد في الغالب. وقد رعاه الخليفة الموحدي يعقوب المنصور (1184-1199). استشهد المؤرخ أحمد الناصري السلاوي في القرن التاسع عشر بسطرين من قصيدة ألقاها إبراهيم أمام راعيه.  كتب إبراهيم مديحًا للموحدين الرائدين، وكان صديقًا لعبد الرحمن الفزازي، الذي أشاد بأشعاره. وكتب أيضًا دفاعًا وفخرًا ببشرته الداكنة، وتبادل الأبيات حولها مع الجيراوي. وفي مراكش تزوج امرأة فاتحة البشرة تُدعى زهرة وكتب لها شعرًا يتناول فرق بشرتيهما.
انتقل إبراهيم في النهاية إلى الأندلس. أقام في إشبيلية. حتى توفي سنة 608 أو 609 هـ (بين 1211 و1213 م).

## الفهرس
- Arié، Rachel (1993). "Review of Bencherifa 1991". Arabica. ج. 40 ع. 1: 131–132. DOI:10.1163/157005893X00354.
- Bencherifa، Mohammed (1991). Ibrâhîm al-Kânimî (m. 609/1212–1213), figure illustre dans les relations culturelles entre le Maroc et Bilâd al-Sûdân. Université Mohammed V, Publications de l'Institut des Études Africaines.
- Hunwick، John (1995). Arabic Literature of Africa, Volume 2: Writings of Central Sudanic Africa. E. J. Brill.
- Hunwick، John (1997). "The Arabic Literary Tradition of Nigeria". Research in African Literatures. ج. 28 ع. 3: 210–223. JSTOR:3821003.
- Martin، B. G. (1969). "Kanem, Bornu, and the Fazzan: Notes on the Political History of a Trade Route". The Journal of African History. ج. 10 ع. 1: 15–27. DOI:10.1017/S0021853700009257. JSTOR:180293.
- Shaw، Flora L. (1905). A Tropical Dependency: An Outline of the Ancient History of the Western Sudan with an Account of the Modern Settlement of Northern Nigeria. James Nisbet and Co.

## الروابط الخارجية
- ناتي مارك سامويلز (2015)، إبراهيم الكانمي ، التراث الإسلامي (مؤسسة العلوم والتكنولوجيا والحضارة، المملكة المتحدة).